# Villaluenga del Rosario
Villaluenga del Rosario é um município da Espanha na província de Cádiz, comunidade autónoma da Andaluzia, de área 59,53 km² com população de 473 habitantes (2004) e densidade populacional de 7,95 hab/km².
Faz parte da Rota das aldeias brancas.

## Demografia
| Variação demográfica do município entre 1991 e 2004 | Variação demográfica do município entre 1991 e 2004 | Variação demográfica do município entre 1991 e 2004 | Variação demográfica do município entre 1991 e 2004 |
| --------------------------------------------------- | --------------------------------------------------- | --------------------------------------------------- | --------------------------------------------------- |
| 1991                                                | 1996                                                | 2001                                                | 2004                                                |
| 513                                                 | 511                                                 | 418                                                 | 473                                                 |